# حمدي أكين
حمدي أكين (بالتركية: Hamdi Akın)‏ هو شخصية أعمال تركي، ولد في 17 أغسطس 1954 في إسطنبول في تركيا.